# Anna Kasyan
Anna Kasyan (in armeno Աննա Կասյան; Tbilisi, 7 ottobre 1981) è un soprano armeno nata in Georgia.

## Esordi
È figlia del famoso maestro Hovhannes Kasyan tra i massimi interpreti mondiali del duduk armeno.
Ha iniziato la sua formazione musicale studiando pianoforte e violino presso la Scuola Centrale di Musica per bambini dotati a Tbilisi Georgia. Fin dalla tenera età, ha partecipato a numerosi spettacoli come solista; all'età di nove anni, ha fatto il suo debutto con l'orchestra. Nel 1999, è stata ammessa nella classe di violino del Conservatorio di Stato di Tibilisi. A questo punto si è interessata al canto e nel 2001 ha continuato a studiare canto presso il Conservatorio stesso.
Dopo aver completato la sua formazione musicale, ha proseguito i suoi studi in Francia. Dal 2003, ha frequentato le classi di canto presso l'Ecole Normale de Musique de Paris, dove nel 2008 ha conseguito il diploma superiore di concertista, con approvazione unanime. Simultaneamente, Kasyan ha frequentato anche "ciclo di perfezionamento" (specializzazione) presso il Conservatorio di Parigi tra 2004-2006. Kasyan ha partecipato a corsi di perfezionamento guidati tra gli altri da Tom Krause, Raina Kabaivanska, Viorica Cortez, Janine Reiss e di musica barocca con Nicolau de Figueiredo e Jory Vinikour.

## Riconoscimenti
È risultata vincitrice di numerosi concorsi internazionali, tra cui il Primo Concorso Internazionale Renata Tebaldi di San Marino (organizzata dalla Fondazione Renata Tebaldi nel 2005, secondo premio), ha conquistato il Primo Premio nella sezione canto al Musical Autumn Festival, Adams, e il primo premio nel 
concorso di canto a Pretoria. 
È stata vincitrice del Premio Fondazione Meyer per gli anni 2004-2005.
È stata scelta dalla ADAMI (la società francese per l'amministrazione dei diritti degli artisti, musicisti e performer) come Revelations Classics 2006.
Nel maggio 2008 ha partecipato al Concorso musicale internazionale Reine Elisabeth in Belgio, prestigiosa competizione che si svolge ogni quattro anni; è stata una dei 12 finalisti, conquistando poi il quarto posto.
Il 12 giugno 2009 ha vinto il Grand Prix al 3º Concorso Internazionale di Canto presso il 71º Festival di Musica di Strasburgo sotto la presidenza di Barbara Hendricks.
Nel 2010 Anna Kasyan è stata nominata per il premio Victoires de la Musique Classique.
Nel 2012 è stata selezionata da Ararat come tra i primi 50 armeni più influenti di oggi. Tra gli altri nomi importanti Charles Aznavour, Serj Tankian e Ruben Vardanian.

## Prestazioni
Kasyan ha cantato in sale prestigiose come la Carnegie Hall, l'Opéra de Genève, San Pietroburgo, Salle Cortot di Parigi, l'UNESCO, Cité de la Musique, dà concerti in San Marino e in Italia.
Nel dicembre 2005, ha cantato il Requiem di Mozart nella chiesa di St. Eustache di Parigi; inoltre ha interpretato opere del compositore armeno Garbis Aprikian. Il suo talento è stato premiato di nuovo nello stesso anno 2006, quando ha ricevuto: il 3 ° premio nella categoria Opera, Premio Mozart e il cantante Premio Miglior Opera al ARD International Music Competition di Monaco di Baviera, e 1 canzone Award al Pamplona internazionale.
Nel 2007, si è esibita a Basilea, dove ha eseguito brani di Schubert e arie d'opera francese. L'artista ha anche dato una serie di concerti di Mozart a Varsavia, Zurigo, Osnabrück, Pamplona e Tolosa ed è comparsa in recital al Festival di Musica Sacra di Nizza, e all'Opera di Toulon (Jano in Jenufa).
Il 28 settembre 2019, è stata, insieme al baritono Adam Barro, la testa del concerto organizzato in onore di Komitas nella Chiesa della Madeleine in Parigi.
Il suo repertorio include moltissimi ruoli tra cui includono Zerlina nel Don Giovanni di Mozart, Rosina nel Il barbiere di Siviglia e Norina nel Don Pasquale di Donizetti.

## Cinema
Nel 2016 ha esordito come attrice cinematografica nella pellicola L'abbiamo fatta grossa di Carlo Verdone, con Verdone e Antonio Albanese.